# Мончаловский, Осип Андреевич
О́сип Андре́евич Мончало́вский (1858, Сушно, Округ Каменка-Струмиловская — 1906, похоронен во Львове на Лычаковском кладбище) — галицко-русский общественный деятель, журналист, публицист, историк. Один из основателей Русской народной партии, противник украинства.

## Биография

### Первые годы
Родился в селе Сушно (ныне Львовская область Украины) в семье учителя начальной школы. Окончив немецкую гимназию во Львове, он в течение полутора лет посещал униатскую духовную семинарию, а затем был исключен в связи с политическим процессом Ивана Наумовича. Тогда Мончаловский поступил на юридический факультет Львовского университета и одновременно начал сотрудничать в разных изданиях.

### Издательская работа
С 1883 года в газете «Слово» появились его фельетоны за подписью «Руслан». Через два года он становится ответственным редактором этого издания и помещает в нём передовицы, очерки и рассказы. В 1886 году Осип Мончаловский начал издавать свой сатирический журнал «Страхопуд», а с 1887 года по 1898 год — литературное приложение к нему «Беседа»:544. Однако вскоре Мончаловский был арестован, и издание журнала прекратилось. После освобождения он сотрудничал в изданиях «Червонная Русь» и «Галичанин». Позднее ему удалось возобновить издание журнала «Страхопуд».

### Литературная и политическая деятельность
К наиболее известным произведениям Осипа Мончаловского относятся: «Житье и деятельность Ивана Наумовича» (1899), «Живые вопросы» (1900), «Краткая грамматика русского языка» (1902), «Петр Великий в Галицкой Руси» (1903), «Участие малороссов в общерусской литературе» (1904), «Главные основы русской народности» (1904). Его работа «Положение и нужды Галицкой Руси» (1903) была конфискована австрийскими властями. Выступал с резкой критикой лагеря украинофилов («Литературное и политическое украинофильство», Львов, 1898) и идеологическим обоснованием идей галицко-русского движения («Святая Русь», Львов, 1903).
Ознакомившись с анонимной брошюрой «Самостоятельная Украина», изданной во Львове (её автором был Николай Михновский), Мончаловский выпустил ответную работу под названием «Мазепинство».
Осип Мончаловский не отрицал существование малороссов (о чём свидетельствует название его работы «Участие малороссов в общерусской литературе»), но выступал против внедрения этнонима «украинец»: «Для того, чтобы могла быть „украинская“ культура, необходимо существования украинского народа. Но народа такого имени пока нет, в крайнем в Галиции есть только „украинская“ разновидность русского народа».
В своей работе «Главные основы русской народности» Мончаловский писал:

«…украинствовать значит: отказываться от своего прошлого, стыдиться принадлежности к русскому народу, даже названий „Русь“, „русский“, отказываться от преданий истории, тщательно стирать с себя все общерусские своеобразные черты и стараться подделаться под областную „украинскую“ самобытность. Украинство — это отступление от вековых, всеми ветвями русского народа и народным гением выработанных языка и культуры, самопревращение в междуплеменной обносок, в обтирку то польских, то немецких сапогов: идолопоклонство пред областностью, угодничество пред польско-жидовско-немецкими социалистами, отречение от исконных начал своего народа, от исторического самосознания, отступление от церковно-общественных традиций. Украинство — это недуг, который способен подточить даже самый сильный национальный организм, и нет осуждения, которое достаточно было бы для этого добровольного саморазрушения!»

В 1900 году стоял у истоков основания Русской народной партии в Галиции, являлся автором её политической программы, в которой им предполагалось:

Русско-народная партия в Галичине исповедует, на основании науки, действительной жизни и глубокого убеждения, национальное и культурное единство всего русского народа и поэтому признает своими плоды тысячелетнего национального и культурного труда всего русского народа. Принимая во внимание принадлежность русского населения Галичины к малорусскому племени русского народа, а также местные условия, русско-народная партия признает необходимым и целесообразным просвещать русское население Галичины на его собственном, галицко-русском наречии, не отказываясь, однако, от помощи, какую русскому народу в Австрии могут принести и действительно приносят общерусский язык и общерусская литература, представляющие национальное и культурное выражение всего русского народа
— 
Осип Мончаловский часто бывал в галицких сёлах, выступал с речами перед крестьянами, открывал, организовывал занятия по изучению русского литературного языка, подготавливал способную молодежь к самостоятельной работе, стремился познакомить галичан с достижениями русской культуры.

### Церковная деятельность
Осип Мончаловский в 1886 году перешёл из униатства в православие:544 и был участником комитета по строительству первого за многие годы православного храма в Галиции — Святогеоргиевской церкви во Львове (1896—1900).

## Смерть
Мончаловский умер в декабре 1906 года. Похоронен в личной гробнице на Лычаковском кладбище, которая впоследствии была превращена в Братскую могилу русских журналистов.

## Работы
- Литературное и политическое Украинофильство (1898)
- Жите и дЪятельность Ивана Наумовича (1899)
- Святая Русь (1903)
- Петръ Великій в Галицкой Руси (1903)

Статьи:
- О названиях «Украина», «украинский»
- Главные основы русской народности